# Christine Thorburn
Christine Thorburn (nascida em 17 de setembro de 1969) é uma ex-ciclista olímpico estadunidense. Representou sua nação nos Jogos Olímpicos de Verão de 2004 e Pequim 2008.